# Babylonischer Aufstand (626 v. Chr.)

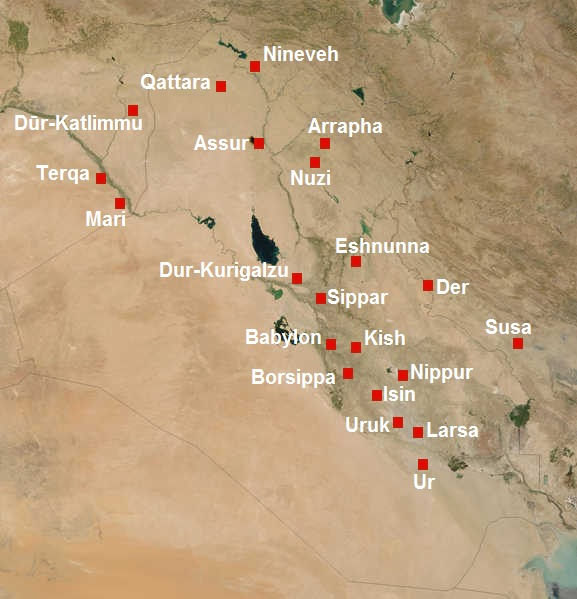
Karte einiger wichtiger mesopotamischer Städte. Die Städte Babylon, Nippur, Sippar und Uruk waren Schauplätze mehrerer Schlachten während des Aufstandes.

Der Babylonische Aufstand im Jahr 626 v. Chr. war ein Aufstand des Generals Nabopolassar und der Babylonier, welche bis 620 v. Chr. die Kontrolle über Babylonien erlangten und das neuassyrische Reich besiegten, das Babylonien mehr als ein Jahrhundert lang regiert hatte. Der Aufstand führte zur Gründung des neubabylonischen Reiches und war einer der Hauptfaktoren für den Untergang Assyriens, denn zwanzig Jahre nach Beginn des Aufstands hatten Nabopolassars Armee und die seines medischen Verbündeten, Kyaxares II., das neuassyrische Reich schließlich vernichtet.

## Hintergrund

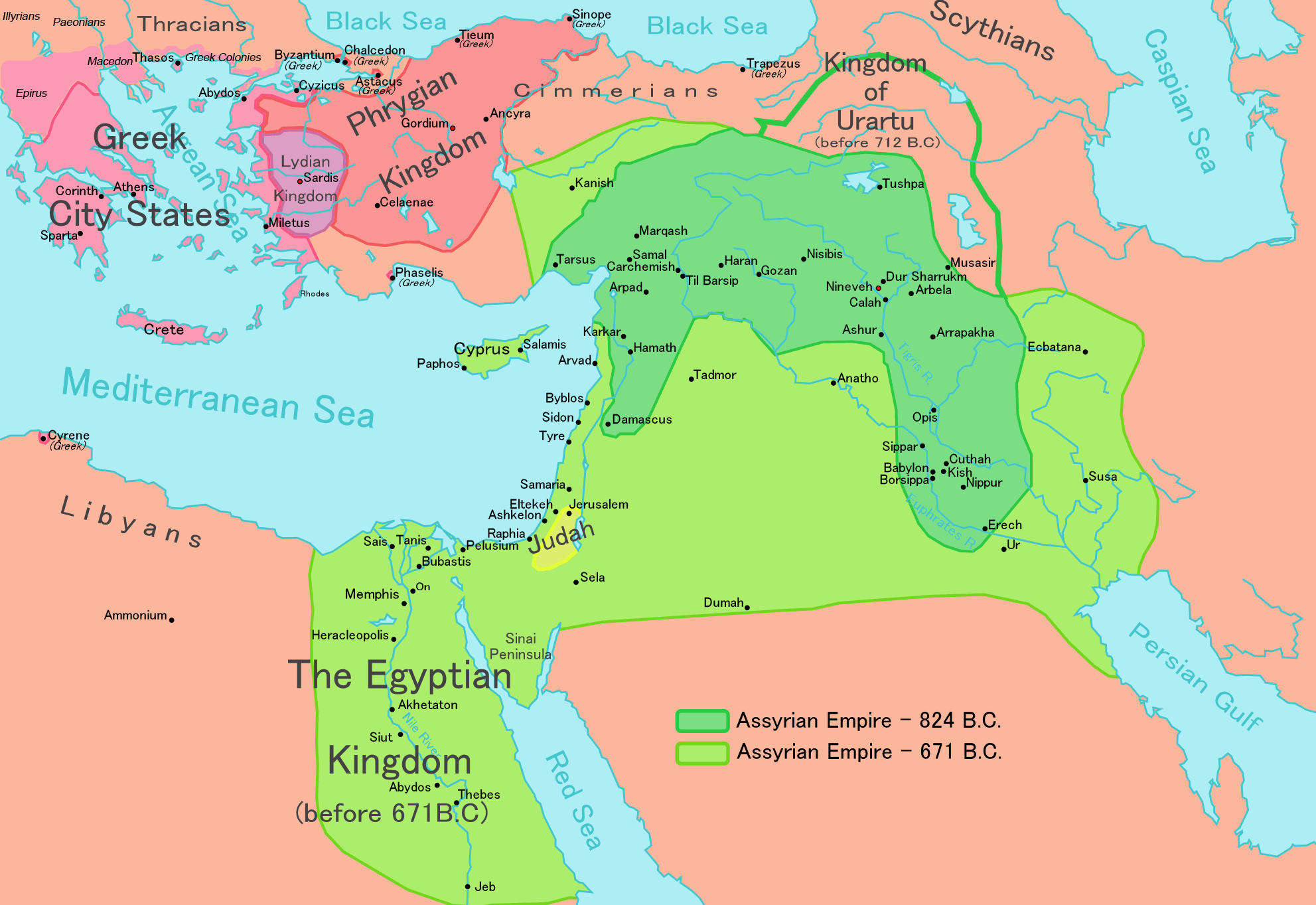
Assyrien zwischen dem 9. und 7. Jahrhundert v. Chr.

Seit der Eroberung Babylons durch das neuassyrische Reich 729 v. Chr. unter König Tiglat-Pileser III. wurden die assyrischen Könige von dem „babylonischen Problem“ geplagt: regelmäßige Aufstände im Süden, die auf die Wiederherstellung der Unabhängigkeit Babylons abzielten. Trotz zahlreicher Versuche der assyrischen Könige, dieses Problem zu lösen, wie die Zerstörung Babylons durch Sanherib und der Neuerrichtung Babylons durch Asarhaddon, kam es immer wieder zu Rebellionen. Der Aufstand von 626 v. Chr. war nur der letzte in einer langen Reihe von babylonischen Aufständen gegen die Assyrer.

## Aufstand
Im Jahr 626 v. Chr., zu Beginn der Regierungszeit des assyrischen Königs Sinschariskun, nutzte ein General namens Nabopolassar die politische Instabilität, die durch einen früheren kurzen Bürgerkrieg zwischen dem König und dem General Sinschumu-lischir entstanden war, um die Städte Babylon und Nippur anzugreifen. Nabopolassar war in beiden Schlachten siegreich, aber die Assyrer reagierten schnell, und im Oktober 626 v. Chr. hatten die Assyrer Nippur zurückerobert und belagerten Nabopolassar in der Stadt Uruk. Der assyrischen Armee gelang es jedoch nicht, Babylon zu erobern, und auch Nabopolassars Garnison in Uruk wehrte sie erfolgreich ab.
Am 22. und 23. November 626 v. Chr. wurde Nabopolassar offiziell zum König von Babylonien gekrönt, nachdem es den Assyrern nicht gelungen war, ihn gefangen zu nehmen oder zu töten, wodurch Babylonien nach mehr als einem Jahrhundert assyrischer Herrschaft wieder ein unabhängiges Königreich wurde. Sinschariskuns Streitkräfte führten 625–623 v. Chr. einen Feldzug in Nordbabylonien, und obwohl sie zunächst erfolgreich waren (sie nahmen die Stadt Sippar ein und schlugen Nabopolassars Versuch, Nippur zurückzuerobern, zurück), begannen andere Städte im Süden, wie zum Beispiel die Stadt Der, sich nun ebenfalls gegen die Assyrer zu erheben. Sinschariskun erkannte die Bedrohung, die ein groß angelegter Aufstand darstellte, und führte persönlich einen massiven Gegenangriff an, bei dem er Uruk, einen der wichtigsten Machtsitze Nabopolassars, im Jahr 623 v. Chr. zurückeroberte.
Nabopolassar hätte vielleicht besiegt und die Kontrolle über Babylonien wiederhergestellt werden können, wenn nicht 622 v. Chr. ein assyrischer General (dessen Name nicht bekannt ist) in den westlichen Provinzen des Reiches einen Aufstand angeführt hätte: Dieser General nutzte die Abwesenheit Sinschariskuns und den Feldzug der assyrischen Armee in Babylonien und marschierte auf die assyrische Hauptstadt Ninive, wo er erfolgreich den assyrischen Thron bestieg. Diese Entwicklung zwang Sinschariskun, seinen babylonischen Feldzug abzubrechen, und obwohl er den Usurpator in nur hundert Tagen erfolgreich besiegte, ermöglichte seine Abwesenheit den Babyloniern, von 622 v. Chr. bis 620 v. Chr. die letzten verbliebenen assyrischen Vorposten in Babylonien zu erobern. Sowohl Uruk als auch Nippur, die Städte, die am häufigsten zwischen assyrischer und babylonischer Kontrolle gewechselt hatten, waren 620 v. Chr. fest in babylonischer Hand, und Nabopolassar hatte seine Herrschaft über ganz Babylonien gefestigt.

## Folgen
Nachdem er Babylonien als unabhängiges Königreich wiederhergestellt hatte, führte Nabopolassar weiterhin Krieg gegen die Assyrer. Bis 616 v. Chr. war er bis zum Fluss Balikh vorgedrungen. Obwohl sich Assyriens Verbündeter Pharao Psammetich I. von Ägypten dem Konflikt anschloss, errang Nabopolassar einen Sieg nach dem anderen.

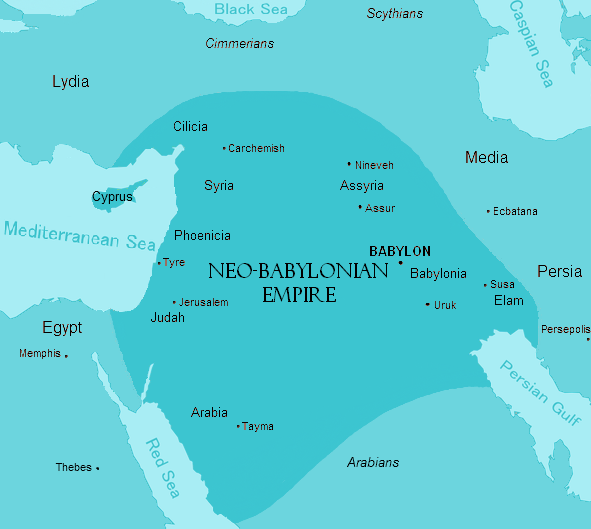
Neubabylonisches Reich

Im Oktober oder November 615 v. Chr. drangen die Meder, ein weiterer alter Feind Assyriens, unter König Kyaxares II. in Assyrien ein und eroberten die Region um die Stadt Arrapḫa, um einen großen letzten Feldzug gegen Sinschariskun vorzubereiten. Im Juli oder August 614 v. Chr. griffen die Meder die Städte Kalhu und Ninive an und eroberten erfolgreich die Stadt Tarbisu. Anschließend belagerten sie Assur. Diese Belagerung war erfolgreich, und die Meder eroberten das alte Herz Assyriens, plünderten es und töteten viele seiner Bewohner. Nabopolassar traf erst in Assur ein, als die Plünderung bereits begonnen hatte. Er traf sich mit Kyaxares, verbündete sich mit ihm und schloss einen Pakt gegen die Assyrer. Kurz nach dem Fall Assurs unternahm Sinschariskun einen letzten Versuch eines Gegenangriffs und eilte zur Rettung der belagerten Stadt Rahilu, doch Nabopolassars Heer hatte sich zurückgezogen, bevor es zu einer Schlacht kommen konnte.
Im April oder Mai 612 v. Chr., zu Beginn von Nabopolassars vierzehntem Jahr als König von Babylon, marschierte die vereinte medo-babylonische Armee auf Ninive. Von Juni bis August desselben Jahres belagerten sie die assyrische Hauptstadt, und im August wurden die Mauern durchbrochen, was zu einer langen und brutalen Plünderung führte. Vier Jahre später, im Jahr 609 v. Chr., besiegten die medo-babylonischen Streitkräfte den letzten assyrischen König, Aschur-uballit II, und beendeten damit das neuassyrische Reich.